# Västlig palmekorre
Västlig palmekorre (Epixerus ebii) är en däggdjursart som först beskrevs av Coenraad Jacob Temminck 1853.  Epixerus ebii ingår i släktet Epixerus och familjen ekorrar.

## Taxonomi
Catalogue of Life, Wilson & Reeder (2005) och IUCN räknar den östliga palmekorren som underart (E. e. wilsoni) till västlig palmekorre. Dessutom listar de ytterligare en underart, E. e. jonesi.. Underarterna blir alltså:
- Epixerus ebii ebii (Temminck, 1853)
- Epixerus ebii jonesi Hayman, 1954
- Epixerus ebii wilsoni (Du Chaillu, 1860)

## Beskrivning
Den västliga palmekorren har grå ovansida, en svans med svarta kanter och vita-och-svarta vinkelställda band på ovansidan. Undersidan är rödorange till röd; svansroten har smala, svarta och vita tvärband, som tunnas ut mot den orangeröda spetsen. Den östliga palmekorren, underarten E. e. wilsoni, har samma ovansida som den västra palmekorren, med undantag för några svarta kanter på svansen, men undersidan är krämfärgad med varmare partier på vristerna och bakänden. Längden är 25 till 31 cm, ej inräknat den 25 till 31 cm långa svansen, och vikten är mellan 540 och 650 g (500 till 620 g för E. e. wilsoni).

## Utbredning
Om östlig palmekorre inte räknas med så sträcker sig utbredningsområdet från Sierra Leone till Ghana. Östlig palmekorre finns i Kamerun, Ekvatorialguinea, Gabon och i Kongo-Brazzaville.

## Ekologi
Ekorren förekommer i tät urskog, speciellt sådan med palmer av släktet Raphia, av vars frukter den lever. Utöver frukt, lever arten även av nötter och i undantagsfall animalisk föda. Födan tas både från träden och från marken. Arten förefaller att undvika nyplanteringar.

## Bevarandestatus
IUCN kategoriserar arten globalt som livskraftig; den är dock ingenstans vanlig. Som ett möjligt hot anges skogsavvekning för virkesproduktion och uppodling.